# Psychotria korthalsiana
Psychotria korthalsiana là một loài thực vật có hoa trong họ Thiến thảo. Loài này được Miq. miêu tả khoa học đầu tiên năm 1857.